# Kurt Heinrich Wolff
Kurt Heinrich Wolff (Darmstadt, 20 maggio 1912 – Newton, 14 settembre 2003) è stato un sociologo tedesco naturalizzato statunitense.

## Biografia
Dopo essersi diplomato a Darmstadt nel 1932, Wolff intraprende gli studi filosofici e sociologici prima a Francoforte, dove fu allievo di Karl Mannheim, e successivamente a Monaco di Baviera. Nel 1933, a causa delle leggi razziali naziste introdotte in Germania, con l'aiuto della futura moglie, Carla Bruck, si trasferisce in Italia a Firenze dove si iscrive alla Facoltà di Lettere e Filosofia. Significativa di quegli anni l'amicizia nata con il compagno di studi, Aurelio Pace, esponente del Partito d'Azione, futuro storico e padre dell'artista Joseph Pace, che in quegli anni lo aiuta tradurre dal tedesco la tesi di laurea “La sociologia del sapere. Ricerca di una definizione” che Wolff discute nel 1935 con Ludovico Limentani. Fino al 1939 Wolff rimane in Italia e con il sostegno della moglie e dell'amico Pace trova lavoro come insegnante prima a Firenze e successivamente a Camogli. A causa delle leggi razziali fasciste, nel 1939 Wolff lascia l'Italia. Dopo un breve soggiorno in Inghilterra, va negli Stati Uniti dove, nel 1945, prende la cittadinanza statunitense.
Con l'aiuto di un nipote nel 1939 Wolff ottiene un incarico come assistente alla cattedra di sociologia alla Southern Methodist University (Texas). Quattro anni dopo, nel 1943, prende una borsa di studio dal Social Science Research Council, che gli permette di studiare presso l'Università di Chicago e di condurre una ricerca sul campo in Nuovo Messico. L'anno successivo ottiene l'incarico come professore di sociologia presso l'Earlham College (Indiana), e nel 1952 alla Ohio State University. Nel 1959 si trasferisce alla Brandeis University (Massachusetts) con la quale collabora fino al 1993.
A partire dal 1964, Wolff ha fatto parte del Consiglio di Amministrazione di "Sociological Abstracts". ed è stato per un anno visiting professor all'Università di Friburgo (1966/67). È stato traduttore e divulgatore di molte opere di Georg Simmel e di Karl Mannheim che ha tradotto dal tedesco in inglese.
Dal 1966 al 1972, Kurt H. Wolff è stato Presidente del Comitato di Ricerca sulla Sociologia della conoscenza dell'International Sociological Association, e dal 1972 al 1979 Presidente della Società Internazionale per la Sociologia della Conoscenza. Wolff è stato anche membro onorario della Società Tedesca di Sociologia.
Nel 1987 a Darmstadt, sua città natale, viene insignito dell'onorificenza della Medaglia Johann Heinrich Merck.

## Opere
- Trying Sociology (1974).
- Surrender and Catch (1976).
- Versuch zu einer Wissenssoziologie (1968).
- Hingebung und Begriff. Soziologische Essays (1968).
- Die persönliche Geschichte eines Emigranten, in: Srubar, Ilja (Hg.), Exil, Wissenschaft, Identität. Die Emigration deutscher Sozialwissenschaftler 1933-1945, Frankfurt am Main: suhrkamp, 1988, S. 13-22 (hier auch Quelle).
- Soziologie in der gefährdeten Welt (1998).
- o´Loma! (1989).
- Transformation in the Writing (1995).